# Colin Sydenham
Colin Peter Sydenham (Hampstead, 13 dicembre 1937) è un compositore di scacchi inglese.
Ha composto il suo primo problema di scacchi all'età di 36 anni. Si è dedicato dapprima ai problemi diretti di matto in due mosse, poi agli aiutomatti, con preferenza per i Duplex. Ha composto anche diversi problemi Fairy.
Dopo aver studiato a Eton e al King's College di Cambridge, laureandosi in legge, ha svolto per quasi quarant'anni la professione di Barrister a Londra.
Grande appassionato di Orazio, è stato segretario della Horatian Society per oltre vent'anni. Ha pubblicato una traduzione in versi delle Odi di Orazio:
- Horace: The Odes. New verse translation with facing Latin text and notes (Duckworth, London 2004).[2]

Nel 2001 ha ricevuto il titolo di Maestro Internazionale della composizione.
Due suoi problemi:
|   | a | b | c | d | e | f | g | h |   |
| 8 | f7 pedone del nero · h7 pedone del nero · f6 donna del bianco · h6 alfiere del bianco · g5 pedone del nero · d4 pedone del nero · e4 re del nero · a2 alfiere del bianco · d2 pedone del bianco · a1 torre del bianco · e1 re del bianco | f7 pedone del nero · h7 pedone del nero · f6 donna del bianco · h6 alfiere del bianco · g5 pedone del nero · d4 pedone del nero · e4 re del nero · a2 alfiere del bianco · d2 pedone del bianco · a1 torre del bianco · e1 re del bianco | f7 pedone del nero · h7 pedone del nero · f6 donna del bianco · h6 alfiere del bianco · g5 pedone del nero · d4 pedone del nero · e4 re del nero · a2 alfiere del bianco · d2 pedone del bianco · a1 torre del bianco · e1 re del bianco | f7 pedone del nero · h7 pedone del nero · f6 donna del bianco · h6 alfiere del bianco · g5 pedone del nero · d4 pedone del nero · e4 re del nero · a2 alfiere del bianco · d2 pedone del bianco · a1 torre del bianco · e1 re del bianco | f7 pedone del nero · h7 pedone del nero · f6 donna del bianco · h6 alfiere del bianco · g5 pedone del nero · d4 pedone del nero · e4 re del nero · a2 alfiere del bianco · d2 pedone del bianco · a1 torre del bianco · e1 re del bianco | f7 pedone del nero · h7 pedone del nero · f6 donna del bianco · h6 alfiere del bianco · g5 pedone del nero · d4 pedone del nero · e4 re del nero · a2 alfiere del bianco · d2 pedone del bianco · a1 torre del bianco · e1 re del bianco | f7 pedone del nero · h7 pedone del nero · f6 donna del bianco · h6 alfiere del bianco · g5 pedone del nero · d4 pedone del nero · e4 re del nero · a2 alfiere del bianco · d2 pedone del bianco · a1 torre del bianco · e1 re del bianco | f7 pedone del nero · h7 pedone del nero · f6 donna del bianco · h6 alfiere del bianco · g5 pedone del nero · d4 pedone del nero · e4 re del nero · a2 alfiere del bianco · d2 pedone del bianco · a1 torre del bianco · e1 re del bianco | 8 |
| 7 | f7 pedone del nero · h7 pedone del nero · f6 donna del bianco · h6 alfiere del bianco · g5 pedone del nero · d4 pedone del nero · e4 re del nero · a2 alfiere del bianco · d2 pedone del bianco · a1 torre del bianco · e1 re del bianco | f7 pedone del nero · h7 pedone del nero · f6 donna del bianco · h6 alfiere del bianco · g5 pedone del nero · d4 pedone del nero · e4 re del nero · a2 alfiere del bianco · d2 pedone del bianco · a1 torre del bianco · e1 re del bianco | f7 pedone del nero · h7 pedone del nero · f6 donna del bianco · h6 alfiere del bianco · g5 pedone del nero · d4 pedone del nero · e4 re del nero · a2 alfiere del bianco · d2 pedone del bianco · a1 torre del bianco · e1 re del bianco | f7 pedone del nero · h7 pedone del nero · f6 donna del bianco · h6 alfiere del bianco · g5 pedone del nero · d4 pedone del nero · e4 re del nero · a2 alfiere del bianco · d2 pedone del bianco · a1 torre del bianco · e1 re del bianco | f7 pedone del nero · h7 pedone del nero · f6 donna del bianco · h6 alfiere del bianco · g5 pedone del nero · d4 pedone del nero · e4 re del nero · a2 alfiere del bianco · d2 pedone del bianco · a1 torre del bianco · e1 re del bianco | f7 pedone del nero · h7 pedone del nero · f6 donna del bianco · h6 alfiere del bianco · g5 pedone del nero · d4 pedone del nero · e4 re del nero · a2 alfiere del bianco · d2 pedone del bianco · a1 torre del bianco · e1 re del bianco | f7 pedone del nero · h7 pedone del nero · f6 donna del bianco · h6 alfiere del bianco · g5 pedone del nero · d4 pedone del nero · e4 re del nero · a2 alfiere del bianco · d2 pedone del bianco · a1 torre del bianco · e1 re del bianco | f7 pedone del nero · h7 pedone del nero · f6 donna del bianco · h6 alfiere del bianco · g5 pedone del nero · d4 pedone del nero · e4 re del nero · a2 alfiere del bianco · d2 pedone del bianco · a1 torre del bianco · e1 re del bianco | 7 |
| 6 | f7 pedone del nero · h7 pedone del nero · f6 donna del bianco · h6 alfiere del bianco · g5 pedone del nero · d4 pedone del nero · e4 re del nero · a2 alfiere del bianco · d2 pedone del bianco · a1 torre del bianco · e1 re del bianco | f7 pedone del nero · h7 pedone del nero · f6 donna del bianco · h6 alfiere del bianco · g5 pedone del nero · d4 pedone del nero · e4 re del nero · a2 alfiere del bianco · d2 pedone del bianco · a1 torre del bianco · e1 re del bianco | f7 pedone del nero · h7 pedone del nero · f6 donna del bianco · h6 alfiere del bianco · g5 pedone del nero · d4 pedone del nero · e4 re del nero · a2 alfiere del bianco · d2 pedone del bianco · a1 torre del bianco · e1 re del bianco | f7 pedone del nero · h7 pedone del nero · f6 donna del bianco · h6 alfiere del bianco · g5 pedone del nero · d4 pedone del nero · e4 re del nero · a2 alfiere del bianco · d2 pedone del bianco · a1 torre del bianco · e1 re del bianco | f7 pedone del nero · h7 pedone del nero · f6 donna del bianco · h6 alfiere del bianco · g5 pedone del nero · d4 pedone del nero · e4 re del nero · a2 alfiere del bianco · d2 pedone del bianco · a1 torre del bianco · e1 re del bianco | f7 pedone del nero · h7 pedone del nero · f6 donna del bianco · h6 alfiere del bianco · g5 pedone del nero · d4 pedone del nero · e4 re del nero · a2 alfiere del bianco · d2 pedone del bianco · a1 torre del bianco · e1 re del bianco | f7 pedone del nero · h7 pedone del nero · f6 donna del bianco · h6 alfiere del bianco · g5 pedone del nero · d4 pedone del nero · e4 re del nero · a2 alfiere del bianco · d2 pedone del bianco · a1 torre del bianco · e1 re del bianco | f7 pedone del nero · h7 pedone del nero · f6 donna del bianco · h6 alfiere del bianco · g5 pedone del nero · d4 pedone del nero · e4 re del nero · a2 alfiere del bianco · d2 pedone del bianco · a1 torre del bianco · e1 re del bianco | 6 |
| 5 | f7 pedone del nero · h7 pedone del nero · f6 donna del bianco · h6 alfiere del bianco · g5 pedone del nero · d4 pedone del nero · e4 re del nero · a2 alfiere del bianco · d2 pedone del bianco · a1 torre del bianco · e1 re del bianco | f7 pedone del nero · h7 pedone del nero · f6 donna del bianco · h6 alfiere del bianco · g5 pedone del nero · d4 pedone del nero · e4 re del nero · a2 alfiere del bianco · d2 pedone del bianco · a1 torre del bianco · e1 re del bianco | f7 pedone del nero · h7 pedone del nero · f6 donna del bianco · h6 alfiere del bianco · g5 pedone del nero · d4 pedone del nero · e4 re del nero · a2 alfiere del bianco · d2 pedone del bianco · a1 torre del bianco · e1 re del bianco | f7 pedone del nero · h7 pedone del nero · f6 donna del bianco · h6 alfiere del bianco · g5 pedone del nero · d4 pedone del nero · e4 re del nero · a2 alfiere del bianco · d2 pedone del bianco · a1 torre del bianco · e1 re del bianco | f7 pedone del nero · h7 pedone del nero · f6 donna del bianco · h6 alfiere del bianco · g5 pedone del nero · d4 pedone del nero · e4 re del nero · a2 alfiere del bianco · d2 pedone del bianco · a1 torre del bianco · e1 re del bianco | f7 pedone del nero · h7 pedone del nero · f6 donna del bianco · h6 alfiere del bianco · g5 pedone del nero · d4 pedone del nero · e4 re del nero · a2 alfiere del bianco · d2 pedone del bianco · a1 torre del bianco · e1 re del bianco | f7 pedone del nero · h7 pedone del nero · f6 donna del bianco · h6 alfiere del bianco · g5 pedone del nero · d4 pedone del nero · e4 re del nero · a2 alfiere del bianco · d2 pedone del bianco · a1 torre del bianco · e1 re del bianco | f7 pedone del nero · h7 pedone del nero · f6 donna del bianco · h6 alfiere del bianco · g5 pedone del nero · d4 pedone del nero · e4 re del nero · a2 alfiere del bianco · d2 pedone del bianco · a1 torre del bianco · e1 re del bianco | 5 |
| 4 | f7 pedone del nero · h7 pedone del nero · f6 donna del bianco · h6 alfiere del bianco · g5 pedone del nero · d4 pedone del nero · e4 re del nero · a2 alfiere del bianco · d2 pedone del bianco · a1 torre del bianco · e1 re del bianco | f7 pedone del nero · h7 pedone del nero · f6 donna del bianco · h6 alfiere del bianco · g5 pedone del nero · d4 pedone del nero · e4 re del nero · a2 alfiere del bianco · d2 pedone del bianco · a1 torre del bianco · e1 re del bianco | f7 pedone del nero · h7 pedone del nero · f6 donna del bianco · h6 alfiere del bianco · g5 pedone del nero · d4 pedone del nero · e4 re del nero · a2 alfiere del bianco · d2 pedone del bianco · a1 torre del bianco · e1 re del bianco | f7 pedone del nero · h7 pedone del nero · f6 donna del bianco · h6 alfiere del bianco · g5 pedone del nero · d4 pedone del nero · e4 re del nero · a2 alfiere del bianco · d2 pedone del bianco · a1 torre del bianco · e1 re del bianco | f7 pedone del nero · h7 pedone del nero · f6 donna del bianco · h6 alfiere del bianco · g5 pedone del nero · d4 pedone del nero · e4 re del nero · a2 alfiere del bianco · d2 pedone del bianco · a1 torre del bianco · e1 re del bianco | f7 pedone del nero · h7 pedone del nero · f6 donna del bianco · h6 alfiere del bianco · g5 pedone del nero · d4 pedone del nero · e4 re del nero · a2 alfiere del bianco · d2 pedone del bianco · a1 torre del bianco · e1 re del bianco | f7 pedone del nero · h7 pedone del nero · f6 donna del bianco · h6 alfiere del bianco · g5 pedone del nero · d4 pedone del nero · e4 re del nero · a2 alfiere del bianco · d2 pedone del bianco · a1 torre del bianco · e1 re del bianco | f7 pedone del nero · h7 pedone del nero · f6 donna del bianco · h6 alfiere del bianco · g5 pedone del nero · d4 pedone del nero · e4 re del nero · a2 alfiere del bianco · d2 pedone del bianco · a1 torre del bianco · e1 re del bianco | 4 |
| 3 | f7 pedone del nero · h7 pedone del nero · f6 donna del bianco · h6 alfiere del bianco · g5 pedone del nero · d4 pedone del nero · e4 re del nero · a2 alfiere del bianco · d2 pedone del bianco · a1 torre del bianco · e1 re del bianco | f7 pedone del nero · h7 pedone del nero · f6 donna del bianco · h6 alfiere del bianco · g5 pedone del nero · d4 pedone del nero · e4 re del nero · a2 alfiere del bianco · d2 pedone del bianco · a1 torre del bianco · e1 re del bianco | f7 pedone del nero · h7 pedone del nero · f6 donna del bianco · h6 alfiere del bianco · g5 pedone del nero · d4 pedone del nero · e4 re del nero · a2 alfiere del bianco · d2 pedone del bianco · a1 torre del bianco · e1 re del bianco | f7 pedone del nero · h7 pedone del nero · f6 donna del bianco · h6 alfiere del bianco · g5 pedone del nero · d4 pedone del nero · e4 re del nero · a2 alfiere del bianco · d2 pedone del bianco · a1 torre del bianco · e1 re del bianco | f7 pedone del nero · h7 pedone del nero · f6 donna del bianco · h6 alfiere del bianco · g5 pedone del nero · d4 pedone del nero · e4 re del nero · a2 alfiere del bianco · d2 pedone del bianco · a1 torre del bianco · e1 re del bianco | f7 pedone del nero · h7 pedone del nero · f6 donna del bianco · h6 alfiere del bianco · g5 pedone del nero · d4 pedone del nero · e4 re del nero · a2 alfiere del bianco · d2 pedone del bianco · a1 torre del bianco · e1 re del bianco | f7 pedone del nero · h7 pedone del nero · f6 donna del bianco · h6 alfiere del bianco · g5 pedone del nero · d4 pedone del nero · e4 re del nero · a2 alfiere del bianco · d2 pedone del bianco · a1 torre del bianco · e1 re del bianco | f7 pedone del nero · h7 pedone del nero · f6 donna del bianco · h6 alfiere del bianco · g5 pedone del nero · d4 pedone del nero · e4 re del nero · a2 alfiere del bianco · d2 pedone del bianco · a1 torre del bianco · e1 re del bianco | 3 |
| 2 | f7 pedone del nero · h7 pedone del nero · f6 donna del bianco · h6 alfiere del bianco · g5 pedone del nero · d4 pedone del nero · e4 re del nero · a2 alfiere del bianco · d2 pedone del bianco · a1 torre del bianco · e1 re del bianco | f7 pedone del nero · h7 pedone del nero · f6 donna del bianco · h6 alfiere del bianco · g5 pedone del nero · d4 pedone del nero · e4 re del nero · a2 alfiere del bianco · d2 pedone del bianco · a1 torre del bianco · e1 re del bianco | f7 pedone del nero · h7 pedone del nero · f6 donna del bianco · h6 alfiere del bianco · g5 pedone del nero · d4 pedone del nero · e4 re del nero · a2 alfiere del bianco · d2 pedone del bianco · a1 torre del bianco · e1 re del bianco | f7 pedone del nero · h7 pedone del nero · f6 donna del bianco · h6 alfiere del bianco · g5 pedone del nero · d4 pedone del nero · e4 re del nero · a2 alfiere del bianco · d2 pedone del bianco · a1 torre del bianco · e1 re del bianco | f7 pedone del nero · h7 pedone del nero · f6 donna del bianco · h6 alfiere del bianco · g5 pedone del nero · d4 pedone del nero · e4 re del nero · a2 alfiere del bianco · d2 pedone del bianco · a1 torre del bianco · e1 re del bianco | f7 pedone del nero · h7 pedone del nero · f6 donna del bianco · h6 alfiere del bianco · g5 pedone del nero · d4 pedone del nero · e4 re del nero · a2 alfiere del bianco · d2 pedone del bianco · a1 torre del bianco · e1 re del bianco | f7 pedone del nero · h7 pedone del nero · f6 donna del bianco · h6 alfiere del bianco · g5 pedone del nero · d4 pedone del nero · e4 re del nero · a2 alfiere del bianco · d2 pedone del bianco · a1 torre del bianco · e1 re del bianco | f7 pedone del nero · h7 pedone del nero · f6 donna del bianco · h6 alfiere del bianco · g5 pedone del nero · d4 pedone del nero · e4 re del nero · a2 alfiere del bianco · d2 pedone del bianco · a1 torre del bianco · e1 re del bianco | 2 |
| 1 | f7 pedone del nero · h7 pedone del nero · f6 donna del bianco · h6 alfiere del bianco · g5 pedone del nero · d4 pedone del nero · e4 re del nero · a2 alfiere del bianco · d2 pedone del bianco · a1 torre del bianco · e1 re del bianco | f7 pedone del nero · h7 pedone del nero · f6 donna del bianco · h6 alfiere del bianco · g5 pedone del nero · d4 pedone del nero · e4 re del nero · a2 alfiere del bianco · d2 pedone del bianco · a1 torre del bianco · e1 re del bianco | f7 pedone del nero · h7 pedone del nero · f6 donna del bianco · h6 alfiere del bianco · g5 pedone del nero · d4 pedone del nero · e4 re del nero · a2 alfiere del bianco · d2 pedone del bianco · a1 torre del bianco · e1 re del bianco | f7 pedone del nero · h7 pedone del nero · f6 donna del bianco · h6 alfiere del bianco · g5 pedone del nero · d4 pedone del nero · e4 re del nero · a2 alfiere del bianco · d2 pedone del bianco · a1 torre del bianco · e1 re del bianco | f7 pedone del nero · h7 pedone del nero · f6 donna del bianco · h6 alfiere del bianco · g5 pedone del nero · d4 pedone del nero · e4 re del nero · a2 alfiere del bianco · d2 pedone del bianco · a1 torre del bianco · e1 re del bianco | f7 pedone del nero · h7 pedone del nero · f6 donna del bianco · h6 alfiere del bianco · g5 pedone del nero · d4 pedone del nero · e4 re del nero · a2 alfiere del bianco · d2 pedone del bianco · a1 torre del bianco · e1 re del bianco | f7 pedone del nero · h7 pedone del nero · f6 donna del bianco · h6 alfiere del bianco · g5 pedone del nero · d4 pedone del nero · e4 re del nero · a2 alfiere del bianco · d2 pedone del bianco · a1 torre del bianco · e1 re del bianco | f7 pedone del nero · h7 pedone del nero · f6 donna del bianco · h6 alfiere del bianco · g5 pedone del nero · d4 pedone del nero · e4 re del nero · a2 alfiere del bianco · d2 pedone del bianco · a1 torre del bianco · e1 re del bianco | 1 |
|   | a | b | c | d | e | f | g | h |   |

Soluzione:
Tentativi: 1. Axf7/b3/c4/Tb1? ...g4!
1. 0-0-0 !  (zugzwang)

1. ...Rd3 2. Df3#

1. ...d3 2. Te1#

|   | a | b | c | d | e | f | g | h |   |
| 8 | f8 re del bianco · d7 pedone del nero · f7 cavallo del nero · d6 pedone del nero · e6 re del nero · g6 pedone del nero · b5 cavallo del nero · c5 torre del bianco · c4 torre del nero · e3 cavallo del bianco · f3 cavallo del bianco · a2 alfiere del bianco · c2 torre del bianco · b1 donna del bianco | f8 re del bianco · d7 pedone del nero · f7 cavallo del nero · d6 pedone del nero · e6 re del nero · g6 pedone del nero · b5 cavallo del nero · c5 torre del bianco · c4 torre del nero · e3 cavallo del bianco · f3 cavallo del bianco · a2 alfiere del bianco · c2 torre del bianco · b1 donna del bianco | f8 re del bianco · d7 pedone del nero · f7 cavallo del nero · d6 pedone del nero · e6 re del nero · g6 pedone del nero · b5 cavallo del nero · c5 torre del bianco · c4 torre del nero · e3 cavallo del bianco · f3 cavallo del bianco · a2 alfiere del bianco · c2 torre del bianco · b1 donna del bianco | f8 re del bianco · d7 pedone del nero · f7 cavallo del nero · d6 pedone del nero · e6 re del nero · g6 pedone del nero · b5 cavallo del nero · c5 torre del bianco · c4 torre del nero · e3 cavallo del bianco · f3 cavallo del bianco · a2 alfiere del bianco · c2 torre del bianco · b1 donna del bianco | f8 re del bianco · d7 pedone del nero · f7 cavallo del nero · d6 pedone del nero · e6 re del nero · g6 pedone del nero · b5 cavallo del nero · c5 torre del bianco · c4 torre del nero · e3 cavallo del bianco · f3 cavallo del bianco · a2 alfiere del bianco · c2 torre del bianco · b1 donna del bianco | f8 re del bianco · d7 pedone del nero · f7 cavallo del nero · d6 pedone del nero · e6 re del nero · g6 pedone del nero · b5 cavallo del nero · c5 torre del bianco · c4 torre del nero · e3 cavallo del bianco · f3 cavallo del bianco · a2 alfiere del bianco · c2 torre del bianco · b1 donna del bianco | f8 re del bianco · d7 pedone del nero · f7 cavallo del nero · d6 pedone del nero · e6 re del nero · g6 pedone del nero · b5 cavallo del nero · c5 torre del bianco · c4 torre del nero · e3 cavallo del bianco · f3 cavallo del bianco · a2 alfiere del bianco · c2 torre del bianco · b1 donna del bianco | f8 re del bianco · d7 pedone del nero · f7 cavallo del nero · d6 pedone del nero · e6 re del nero · g6 pedone del nero · b5 cavallo del nero · c5 torre del bianco · c4 torre del nero · e3 cavallo del bianco · f3 cavallo del bianco · a2 alfiere del bianco · c2 torre del bianco · b1 donna del bianco | 8 |
| 7 | f8 re del bianco · d7 pedone del nero · f7 cavallo del nero · d6 pedone del nero · e6 re del nero · g6 pedone del nero · b5 cavallo del nero · c5 torre del bianco · c4 torre del nero · e3 cavallo del bianco · f3 cavallo del bianco · a2 alfiere del bianco · c2 torre del bianco · b1 donna del bianco | f8 re del bianco · d7 pedone del nero · f7 cavallo del nero · d6 pedone del nero · e6 re del nero · g6 pedone del nero · b5 cavallo del nero · c5 torre del bianco · c4 torre del nero · e3 cavallo del bianco · f3 cavallo del bianco · a2 alfiere del bianco · c2 torre del bianco · b1 donna del bianco | f8 re del bianco · d7 pedone del nero · f7 cavallo del nero · d6 pedone del nero · e6 re del nero · g6 pedone del nero · b5 cavallo del nero · c5 torre del bianco · c4 torre del nero · e3 cavallo del bianco · f3 cavallo del bianco · a2 alfiere del bianco · c2 torre del bianco · b1 donna del bianco | f8 re del bianco · d7 pedone del nero · f7 cavallo del nero · d6 pedone del nero · e6 re del nero · g6 pedone del nero · b5 cavallo del nero · c5 torre del bianco · c4 torre del nero · e3 cavallo del bianco · f3 cavallo del bianco · a2 alfiere del bianco · c2 torre del bianco · b1 donna del bianco | f8 re del bianco · d7 pedone del nero · f7 cavallo del nero · d6 pedone del nero · e6 re del nero · g6 pedone del nero · b5 cavallo del nero · c5 torre del bianco · c4 torre del nero · e3 cavallo del bianco · f3 cavallo del bianco · a2 alfiere del bianco · c2 torre del bianco · b1 donna del bianco | f8 re del bianco · d7 pedone del nero · f7 cavallo del nero · d6 pedone del nero · e6 re del nero · g6 pedone del nero · b5 cavallo del nero · c5 torre del bianco · c4 torre del nero · e3 cavallo del bianco · f3 cavallo del bianco · a2 alfiere del bianco · c2 torre del bianco · b1 donna del bianco | f8 re del bianco · d7 pedone del nero · f7 cavallo del nero · d6 pedone del nero · e6 re del nero · g6 pedone del nero · b5 cavallo del nero · c5 torre del bianco · c4 torre del nero · e3 cavallo del bianco · f3 cavallo del bianco · a2 alfiere del bianco · c2 torre del bianco · b1 donna del bianco | f8 re del bianco · d7 pedone del nero · f7 cavallo del nero · d6 pedone del nero · e6 re del nero · g6 pedone del nero · b5 cavallo del nero · c5 torre del bianco · c4 torre del nero · e3 cavallo del bianco · f3 cavallo del bianco · a2 alfiere del bianco · c2 torre del bianco · b1 donna del bianco | 7 |
| 6 | f8 re del bianco · d7 pedone del nero · f7 cavallo del nero · d6 pedone del nero · e6 re del nero · g6 pedone del nero · b5 cavallo del nero · c5 torre del bianco · c4 torre del nero · e3 cavallo del bianco · f3 cavallo del bianco · a2 alfiere del bianco · c2 torre del bianco · b1 donna del bianco | f8 re del bianco · d7 pedone del nero · f7 cavallo del nero · d6 pedone del nero · e6 re del nero · g6 pedone del nero · b5 cavallo del nero · c5 torre del bianco · c4 torre del nero · e3 cavallo del bianco · f3 cavallo del bianco · a2 alfiere del bianco · c2 torre del bianco · b1 donna del bianco | f8 re del bianco · d7 pedone del nero · f7 cavallo del nero · d6 pedone del nero · e6 re del nero · g6 pedone del nero · b5 cavallo del nero · c5 torre del bianco · c4 torre del nero · e3 cavallo del bianco · f3 cavallo del bianco · a2 alfiere del bianco · c2 torre del bianco · b1 donna del bianco | f8 re del bianco · d7 pedone del nero · f7 cavallo del nero · d6 pedone del nero · e6 re del nero · g6 pedone del nero · b5 cavallo del nero · c5 torre del bianco · c4 torre del nero · e3 cavallo del bianco · f3 cavallo del bianco · a2 alfiere del bianco · c2 torre del bianco · b1 donna del bianco | f8 re del bianco · d7 pedone del nero · f7 cavallo del nero · d6 pedone del nero · e6 re del nero · g6 pedone del nero · b5 cavallo del nero · c5 torre del bianco · c4 torre del nero · e3 cavallo del bianco · f3 cavallo del bianco · a2 alfiere del bianco · c2 torre del bianco · b1 donna del bianco | f8 re del bianco · d7 pedone del nero · f7 cavallo del nero · d6 pedone del nero · e6 re del nero · g6 pedone del nero · b5 cavallo del nero · c5 torre del bianco · c4 torre del nero · e3 cavallo del bianco · f3 cavallo del bianco · a2 alfiere del bianco · c2 torre del bianco · b1 donna del bianco | f8 re del bianco · d7 pedone del nero · f7 cavallo del nero · d6 pedone del nero · e6 re del nero · g6 pedone del nero · b5 cavallo del nero · c5 torre del bianco · c4 torre del nero · e3 cavallo del bianco · f3 cavallo del bianco · a2 alfiere del bianco · c2 torre del bianco · b1 donna del bianco | f8 re del bianco · d7 pedone del nero · f7 cavallo del nero · d6 pedone del nero · e6 re del nero · g6 pedone del nero · b5 cavallo del nero · c5 torre del bianco · c4 torre del nero · e3 cavallo del bianco · f3 cavallo del bianco · a2 alfiere del bianco · c2 torre del bianco · b1 donna del bianco | 6 |
| 5 | f8 re del bianco · d7 pedone del nero · f7 cavallo del nero · d6 pedone del nero · e6 re del nero · g6 pedone del nero · b5 cavallo del nero · c5 torre del bianco · c4 torre del nero · e3 cavallo del bianco · f3 cavallo del bianco · a2 alfiere del bianco · c2 torre del bianco · b1 donna del bianco | f8 re del bianco · d7 pedone del nero · f7 cavallo del nero · d6 pedone del nero · e6 re del nero · g6 pedone del nero · b5 cavallo del nero · c5 torre del bianco · c4 torre del nero · e3 cavallo del bianco · f3 cavallo del bianco · a2 alfiere del bianco · c2 torre del bianco · b1 donna del bianco | f8 re del bianco · d7 pedone del nero · f7 cavallo del nero · d6 pedone del nero · e6 re del nero · g6 pedone del nero · b5 cavallo del nero · c5 torre del bianco · c4 torre del nero · e3 cavallo del bianco · f3 cavallo del bianco · a2 alfiere del bianco · c2 torre del bianco · b1 donna del bianco | f8 re del bianco · d7 pedone del nero · f7 cavallo del nero · d6 pedone del nero · e6 re del nero · g6 pedone del nero · b5 cavallo del nero · c5 torre del bianco · c4 torre del nero · e3 cavallo del bianco · f3 cavallo del bianco · a2 alfiere del bianco · c2 torre del bianco · b1 donna del bianco | f8 re del bianco · d7 pedone del nero · f7 cavallo del nero · d6 pedone del nero · e6 re del nero · g6 pedone del nero · b5 cavallo del nero · c5 torre del bianco · c4 torre del nero · e3 cavallo del bianco · f3 cavallo del bianco · a2 alfiere del bianco · c2 torre del bianco · b1 donna del bianco | f8 re del bianco · d7 pedone del nero · f7 cavallo del nero · d6 pedone del nero · e6 re del nero · g6 pedone del nero · b5 cavallo del nero · c5 torre del bianco · c4 torre del nero · e3 cavallo del bianco · f3 cavallo del bianco · a2 alfiere del bianco · c2 torre del bianco · b1 donna del bianco | f8 re del bianco · d7 pedone del nero · f7 cavallo del nero · d6 pedone del nero · e6 re del nero · g6 pedone del nero · b5 cavallo del nero · c5 torre del bianco · c4 torre del nero · e3 cavallo del bianco · f3 cavallo del bianco · a2 alfiere del bianco · c2 torre del bianco · b1 donna del bianco | f8 re del bianco · d7 pedone del nero · f7 cavallo del nero · d6 pedone del nero · e6 re del nero · g6 pedone del nero · b5 cavallo del nero · c5 torre del bianco · c4 torre del nero · e3 cavallo del bianco · f3 cavallo del bianco · a2 alfiere del bianco · c2 torre del bianco · b1 donna del bianco | 5 |
| 4 | f8 re del bianco · d7 pedone del nero · f7 cavallo del nero · d6 pedone del nero · e6 re del nero · g6 pedone del nero · b5 cavallo del nero · c5 torre del bianco · c4 torre del nero · e3 cavallo del bianco · f3 cavallo del bianco · a2 alfiere del bianco · c2 torre del bianco · b1 donna del bianco | f8 re del bianco · d7 pedone del nero · f7 cavallo del nero · d6 pedone del nero · e6 re del nero · g6 pedone del nero · b5 cavallo del nero · c5 torre del bianco · c4 torre del nero · e3 cavallo del bianco · f3 cavallo del bianco · a2 alfiere del bianco · c2 torre del bianco · b1 donna del bianco | f8 re del bianco · d7 pedone del nero · f7 cavallo del nero · d6 pedone del nero · e6 re del nero · g6 pedone del nero · b5 cavallo del nero · c5 torre del bianco · c4 torre del nero · e3 cavallo del bianco · f3 cavallo del bianco · a2 alfiere del bianco · c2 torre del bianco · b1 donna del bianco | f8 re del bianco · d7 pedone del nero · f7 cavallo del nero · d6 pedone del nero · e6 re del nero · g6 pedone del nero · b5 cavallo del nero · c5 torre del bianco · c4 torre del nero · e3 cavallo del bianco · f3 cavallo del bianco · a2 alfiere del bianco · c2 torre del bianco · b1 donna del bianco | f8 re del bianco · d7 pedone del nero · f7 cavallo del nero · d6 pedone del nero · e6 re del nero · g6 pedone del nero · b5 cavallo del nero · c5 torre del bianco · c4 torre del nero · e3 cavallo del bianco · f3 cavallo del bianco · a2 alfiere del bianco · c2 torre del bianco · b1 donna del bianco | f8 re del bianco · d7 pedone del nero · f7 cavallo del nero · d6 pedone del nero · e6 re del nero · g6 pedone del nero · b5 cavallo del nero · c5 torre del bianco · c4 torre del nero · e3 cavallo del bianco · f3 cavallo del bianco · a2 alfiere del bianco · c2 torre del bianco · b1 donna del bianco | f8 re del bianco · d7 pedone del nero · f7 cavallo del nero · d6 pedone del nero · e6 re del nero · g6 pedone del nero · b5 cavallo del nero · c5 torre del bianco · c4 torre del nero · e3 cavallo del bianco · f3 cavallo del bianco · a2 alfiere del bianco · c2 torre del bianco · b1 donna del bianco | f8 re del bianco · d7 pedone del nero · f7 cavallo del nero · d6 pedone del nero · e6 re del nero · g6 pedone del nero · b5 cavallo del nero · c5 torre del bianco · c4 torre del nero · e3 cavallo del bianco · f3 cavallo del bianco · a2 alfiere del bianco · c2 torre del bianco · b1 donna del bianco | 4 |
| 3 | f8 re del bianco · d7 pedone del nero · f7 cavallo del nero · d6 pedone del nero · e6 re del nero · g6 pedone del nero · b5 cavallo del nero · c5 torre del bianco · c4 torre del nero · e3 cavallo del bianco · f3 cavallo del bianco · a2 alfiere del bianco · c2 torre del bianco · b1 donna del bianco | f8 re del bianco · d7 pedone del nero · f7 cavallo del nero · d6 pedone del nero · e6 re del nero · g6 pedone del nero · b5 cavallo del nero · c5 torre del bianco · c4 torre del nero · e3 cavallo del bianco · f3 cavallo del bianco · a2 alfiere del bianco · c2 torre del bianco · b1 donna del bianco | f8 re del bianco · d7 pedone del nero · f7 cavallo del nero · d6 pedone del nero · e6 re del nero · g6 pedone del nero · b5 cavallo del nero · c5 torre del bianco · c4 torre del nero · e3 cavallo del bianco · f3 cavallo del bianco · a2 alfiere del bianco · c2 torre del bianco · b1 donna del bianco | f8 re del bianco · d7 pedone del nero · f7 cavallo del nero · d6 pedone del nero · e6 re del nero · g6 pedone del nero · b5 cavallo del nero · c5 torre del bianco · c4 torre del nero · e3 cavallo del bianco · f3 cavallo del bianco · a2 alfiere del bianco · c2 torre del bianco · b1 donna del bianco | f8 re del bianco · d7 pedone del nero · f7 cavallo del nero · d6 pedone del nero · e6 re del nero · g6 pedone del nero · b5 cavallo del nero · c5 torre del bianco · c4 torre del nero · e3 cavallo del bianco · f3 cavallo del bianco · a2 alfiere del bianco · c2 torre del bianco · b1 donna del bianco | f8 re del bianco · d7 pedone del nero · f7 cavallo del nero · d6 pedone del nero · e6 re del nero · g6 pedone del nero · b5 cavallo del nero · c5 torre del bianco · c4 torre del nero · e3 cavallo del bianco · f3 cavallo del bianco · a2 alfiere del bianco · c2 torre del bianco · b1 donna del bianco | f8 re del bianco · d7 pedone del nero · f7 cavallo del nero · d6 pedone del nero · e6 re del nero · g6 pedone del nero · b5 cavallo del nero · c5 torre del bianco · c4 torre del nero · e3 cavallo del bianco · f3 cavallo del bianco · a2 alfiere del bianco · c2 torre del bianco · b1 donna del bianco | f8 re del bianco · d7 pedone del nero · f7 cavallo del nero · d6 pedone del nero · e6 re del nero · g6 pedone del nero · b5 cavallo del nero · c5 torre del bianco · c4 torre del nero · e3 cavallo del bianco · f3 cavallo del bianco · a2 alfiere del bianco · c2 torre del bianco · b1 donna del bianco | 3 |
| 2 | f8 re del bianco · d7 pedone del nero · f7 cavallo del nero · d6 pedone del nero · e6 re del nero · g6 pedone del nero · b5 cavallo del nero · c5 torre del bianco · c4 torre del nero · e3 cavallo del bianco · f3 cavallo del bianco · a2 alfiere del bianco · c2 torre del bianco · b1 donna del bianco | f8 re del bianco · d7 pedone del nero · f7 cavallo del nero · d6 pedone del nero · e6 re del nero · g6 pedone del nero · b5 cavallo del nero · c5 torre del bianco · c4 torre del nero · e3 cavallo del bianco · f3 cavallo del bianco · a2 alfiere del bianco · c2 torre del bianco · b1 donna del bianco | f8 re del bianco · d7 pedone del nero · f7 cavallo del nero · d6 pedone del nero · e6 re del nero · g6 pedone del nero · b5 cavallo del nero · c5 torre del bianco · c4 torre del nero · e3 cavallo del bianco · f3 cavallo del bianco · a2 alfiere del bianco · c2 torre del bianco · b1 donna del bianco | f8 re del bianco · d7 pedone del nero · f7 cavallo del nero · d6 pedone del nero · e6 re del nero · g6 pedone del nero · b5 cavallo del nero · c5 torre del bianco · c4 torre del nero · e3 cavallo del bianco · f3 cavallo del bianco · a2 alfiere del bianco · c2 torre del bianco · b1 donna del bianco | f8 re del bianco · d7 pedone del nero · f7 cavallo del nero · d6 pedone del nero · e6 re del nero · g6 pedone del nero · b5 cavallo del nero · c5 torre del bianco · c4 torre del nero · e3 cavallo del bianco · f3 cavallo del bianco · a2 alfiere del bianco · c2 torre del bianco · b1 donna del bianco | f8 re del bianco · d7 pedone del nero · f7 cavallo del nero · d6 pedone del nero · e6 re del nero · g6 pedone del nero · b5 cavallo del nero · c5 torre del bianco · c4 torre del nero · e3 cavallo del bianco · f3 cavallo del bianco · a2 alfiere del bianco · c2 torre del bianco · b1 donna del bianco | f8 re del bianco · d7 pedone del nero · f7 cavallo del nero · d6 pedone del nero · e6 re del nero · g6 pedone del nero · b5 cavallo del nero · c5 torre del bianco · c4 torre del nero · e3 cavallo del bianco · f3 cavallo del bianco · a2 alfiere del bianco · c2 torre del bianco · b1 donna del bianco | f8 re del bianco · d7 pedone del nero · f7 cavallo del nero · d6 pedone del nero · e6 re del nero · g6 pedone del nero · b5 cavallo del nero · c5 torre del bianco · c4 torre del nero · e3 cavallo del bianco · f3 cavallo del bianco · a2 alfiere del bianco · c2 torre del bianco · b1 donna del bianco | 2 |
| 1 | f8 re del bianco · d7 pedone del nero · f7 cavallo del nero · d6 pedone del nero · e6 re del nero · g6 pedone del nero · b5 cavallo del nero · c5 torre del bianco · c4 torre del nero · e3 cavallo del bianco · f3 cavallo del bianco · a2 alfiere del bianco · c2 torre del bianco · b1 donna del bianco | f8 re del bianco · d7 pedone del nero · f7 cavallo del nero · d6 pedone del nero · e6 re del nero · g6 pedone del nero · b5 cavallo del nero · c5 torre del bianco · c4 torre del nero · e3 cavallo del bianco · f3 cavallo del bianco · a2 alfiere del bianco · c2 torre del bianco · b1 donna del bianco | f8 re del bianco · d7 pedone del nero · f7 cavallo del nero · d6 pedone del nero · e6 re del nero · g6 pedone del nero · b5 cavallo del nero · c5 torre del bianco · c4 torre del nero · e3 cavallo del bianco · f3 cavallo del bianco · a2 alfiere del bianco · c2 torre del bianco · b1 donna del bianco | f8 re del bianco · d7 pedone del nero · f7 cavallo del nero · d6 pedone del nero · e6 re del nero · g6 pedone del nero · b5 cavallo del nero · c5 torre del bianco · c4 torre del nero · e3 cavallo del bianco · f3 cavallo del bianco · a2 alfiere del bianco · c2 torre del bianco · b1 donna del bianco | f8 re del bianco · d7 pedone del nero · f7 cavallo del nero · d6 pedone del nero · e6 re del nero · g6 pedone del nero · b5 cavallo del nero · c5 torre del bianco · c4 torre del nero · e3 cavallo del bianco · f3 cavallo del bianco · a2 alfiere del bianco · c2 torre del bianco · b1 donna del bianco | f8 re del bianco · d7 pedone del nero · f7 cavallo del nero · d6 pedone del nero · e6 re del nero · g6 pedone del nero · b5 cavallo del nero · c5 torre del bianco · c4 torre del nero · e3 cavallo del bianco · f3 cavallo del bianco · a2 alfiere del bianco · c2 torre del bianco · b1 donna del bianco | f8 re del bianco · d7 pedone del nero · f7 cavallo del nero · d6 pedone del nero · e6 re del nero · g6 pedone del nero · b5 cavallo del nero · c5 torre del bianco · c4 torre del nero · e3 cavallo del bianco · f3 cavallo del bianco · a2 alfiere del bianco · c2 torre del bianco · b1 donna del bianco | f8 re del bianco · d7 pedone del nero · f7 cavallo del nero · d6 pedone del nero · e6 re del nero · g6 pedone del nero · b5 cavallo del nero · c5 torre del bianco · c4 torre del nero · e3 cavallo del bianco · f3 cavallo del bianco · a2 alfiere del bianco · c2 torre del bianco · b1 donna del bianco | 1 |
|   | a | b | c | d | e | f | g | h |   |

Soluzione:
Tentativo: 1. Te2? ...Ce5!
1. Tf2 !  (2. Dxg6#)

1. ...Rf6  2. Cd4#